# Brosimum alicastrum
A Brosimum alicastrum, közismert nevén kenyérdió vagy ramon, a virágos növények Moraceae családjába tartozó fafaj, amelynek további nemzetségei közé tartozik a füge és az eperfa. A növényt számos néven ismerik az őslakos mezoamerikai és más nyelveken, többek között: ojoche, ojite, ojushte, ujushte, ujuxte, capomo, mojo, ox, iximche, masica Hondurasban, uje Michoacan Mexikó államban, mojote in Jalisco, chokogou haiti kreol nyelven és chataigne trinidadi kreol nyelven. Kolumbia karibi partvidékén guaímaro-nak vagy guaymaro-nak hívják.
Általában két alfajt ismernek fel:
- B. a. alicastrum
- B. a. bolivarense (Pittier) CCBerg

## Leírás
A Brosimum alicastrum egylaki növény. A madarak felelősek a magvak szétszóródásáért. Egy fa évente 150–180 kg gyümölcsöt terem. 120-150 évig termékeny. A fa akár 45 m magasra és 1,5 méter átmérőjűre is megnőhet. Virágot és gyümölcsöt akkor terem, amikor a fa törzse eléri a 20 m-es magasságot. 

## Elterjedés és élőhely
Ez a fa Közép-Mexikó nyugati partján és Mexikó déli részén (Yucatán, Campeche), Guatemalában, Salvadorban, a Karib-térségben és az Amazonas medencéjében található. Nagy állományok nedves síkvidéki trópusi erdőkben fordulnak elő 300–2000 m magasságban (különösen 125–800 m), nedves területeken 600–2000 mm (600–24–000 mm) éves csapadékkal. 79 hüvelyk), az átlagos hőmérséklet pedig 24 °C. 

## Történelem és kultúra
A kenyérdió termése elterjedési területén különböző időpontokban oszlik szét a földön. Nagy magja van, amelyet vékony, citrus ízű, narancsszínű héj borít, amelyet számos erdei lény kedvel. Ennél is fontosabb az ember számára, hogy az ízletes héjjal burkolt nagy mag egy ehető "dió", amelyet megfőzve vagy szárítva meg lehet őrölni zabkása vagy lapos kenyér készítésére. A "kenyérmogyoró" név valószínűleg azért merült fel, mert a magvakat meg lehet őrölni kenyér előállításához. A kenyérdió tápláló és értékes táplálékforrás, és a mezoamerikai síkvidéki régió prekolumbiai maják étrendjének részét képezhette, bár milyen mértékben volt vita tárgya a történészek és régészek között: egyetlen maja régészeti lelőhelyen sem találtak ellenőrzött maradványokat vagy illusztrációkat a gyümölcsről. 
A maja civilizáció ültette el 2000 évvel ezelőtt, és Dennis E. Puleston számos publikációjában azt állítja, hogy a maja étrend alapvető tápláléka volt. Puleston erős korrelációt mutatott ki az ősi maja települési minták és a ramonfák ereklye állományai között. 
Más kutatások alábecsülték a ramon jelentőségét. A modern korban táplálkozási forrásként marginalizálták, és gyakran éhínség táplálékként jellemezték.
A fa Iximché és Topoxte maja régészeti lelőhelyeinek kölcsönzi nevét, mind Guatemalában, mind Tamuinban (a huastec népek maja eredetét tükrözi). A maja erdő 20 domináns fajának egyike. A domináns fajok közül az egyetlen, amelyik szélporzású. A hagyományos maja erdei kertekben is megtalálható. 

## Termesztés
A magvak nagy sűrűsége a palántázás során ellensúlyozza a fiatal növények életképességének csökkenését, és így jó termést tesz lehetővé. A vetőmag tárolása gyakori probléma a kenyérdió-termesztésben. A hosszú tárolás hátrányosan befolyásolja a csírázási arányt, például három hét után 10%-kal csökken. A hűtés nem megoldás, mivel a magvak elpusztítását kockáztatja. 

## Táplálkozási és kulináris érték
A kenyérdió magas rost-, kalcium-, kálium-, vas-, cink-, fehérje- és B -vitamin-tartalmú. Alacsony glikémiás indexe (<50) és nagyon magas az antioxidáns tartalma. A friss magvak megfőzhetők és fogyaszthatók, vagy kihelyezhetők a napon száradni, és később fogyaszthatók. A pörkölt dió íze olyan, mint a burgonyapüré; pörkölt, csokoládéra vagy kávéra emlékeztet. Számos más ételhez is elkészíthető. A guatemalai Peténben a mogyorót exportra és helyi fogyasztásra termesztik porként, forró italokhoz és kenyérhez.

## Egyéb felhasználás
A kenyérmogyoró leveleit általában haszonállatok takarmányaként használják a száraz évszakban Közép-Amerikában. A gyümölcsöket és magvakat mindenféle állat etetésére is használják. 

### Széngazdálkodási alkalmazások
A Brosimum alicastrum széntermesztésre használható diófélékként vagy takarmányként. Ez egy oxalogén fa. Ezért olyan baktérium-gombás endoszimbiózist tud végrehajtani, amely segíti az oxalát-karbonát útvonalat (OCP) és különösen a biomineralizáció kémiai reakcióját, ez esetben pedig a biokalcifikációt (CO2-ből CaCO3 előállítása és a talajban való tárolása). Ez a fa tehát szén-elnyelőként működne, miközben erőforrásokat biztosítana mind az emberek, mind az állatok számára. Ezt először egy biogeokémikus, Eric Verrechia, a Lausanne-i Egyetem kutatója mutatta ki 2006-ban. 

### Talaj-helyreállítás
A Brosimum alicastrum felhasználható a sérült talajok helyreállítására. Megakadályozhatja az eróziót és szélgátként működik. A fa jól tolerálja a rossz, sérült, kiszáradt vagy sós talajokat, és az ültetést követően néhány ráfordítást igényel. Továbbá oxalogén aktivitása növeli a pH-t és a szerves anyag mennyiségét a talajban, ha a mezőgazdasági rendszerben jól alkalmazzák. Ez a pufferhatásnak köszönhetően megnövekedett termékenységhez vezet. Egyes kutatási projektek jelenleg is folyamatban vannak ennek a növénynek a jelenlegi elterjedési területén történő fejlesztésére. 